# 肖爾斯 (北卡羅萊納州)
肖爾斯（英語：Shoals）是位於美國北卡羅萊納州薩里縣的非建制地區。

## 歷史
肖爾斯的郵局於1891年設立，其後於1936年停運。

## 地理
肖爾斯所處的海拔為高於海平面298米（即978英呎），而該地所採用的時區為UTC-5，即北美东部时区（EST）。同時該地設有夏令時間，為UTC-5調快一小時，即UTC-4（EDT）。